# 华南马兜铃
华南马兜铃（学名：Aristolochia austrochinensis）为马兜铃科马兜铃属下的一个种。分布于中国的福建、广东、广西。叶三角状披针形, 中脉两侧基出脉直伸常超过中部; 花被外面淡黄色, 舌片内面基部暗紫色，上部黄色。